# Filippo Savi
Filippo Savi nació en Sala Baganza (Parma, Italia) el 29 de enero de 1987. Es un jugador de fútbol italiano, y su posición es la de centrocampista defensivo, o mediocentro. Aunque pertenece al Parma FC, actualmente juega cedido en el AS Arezzo, de la Serie C1 italiana.

## Trayectoria
Filippo Savi proviene de las categorías inferiores del Parma FC, dónde coincidió con otros prometedores jugadores como Giuseppe Rossi, Arturo Lupoli, Daniele Dessena o Luca Cigarini.
Debutó en la Serie A el 24 de abril de 2005, en el partido AC Milan 3 - 0 Parma FC. Ese año, jugó dos partidos en la máxima categoría italiana. En la siguiente temporada (2005-2006) jugó en ocho ocasiones.
Tras no contar para el Parma FC, ha sido cedido en varias ocasiones.

### Selección italiana
Ha sido convocado en 22 ocasiones en las categorías inferiores de la selección azzurra:
- 7 veces en la sub-16
- 6 veces (y 1 gol) en la sub-17
- 5 veces en la sub-19
- 2 veces en la sub-20

- Datos: Q1074540